# Hejing
Hejing är ett härad som lyder under den autonoma prefekturen Bayingolin i Xinjiang-regionen i nordvästra Kina.